# Горбенешть (комуна)
Горбенешть, Горбенешті (рум. Gorbănești) — комуна у повіті Ботошані в Румунії. До складу комуни входять такі села (дані про населення за 2002 рік):
- Бетринешть (289 осіб)
- Винеторі (670 осіб)
- Віфорень (28 осіб)
- Горбенешть (1126 осіб)
- Джордже-Кошбук (264 особи)
- Міхай-Емінеску (11 осіб)
- Сокружень (860 осіб)
- Сілішкань (350 осіб)

Комуна розташована на відстані 375 км на північ від Бухареста, 14 км на схід від Ботошань, 88 км на північний захід від Ясс.

## Населення
За даними перепису населення 2002 року у комуні проживали 3598 осіб. Усі жителі комуни рідною мовою назвали румунську.
Національний склад населення комуни:
| Національність | Кількість осіб | Відсоток |
| -------------- | -------------- | -------- |
| румуни         | 3597           | > 99,9%  |
| угорці         | 1              | < 0,1%   |

Склад населення комуни за віросповіданням:
| Релігія       | Кількість осіб | Відсоток |
| ------------- | -------------- | -------- |
| православні   | 3300           | 91,7%    |
| п'ятдесятники | 266            | 7,4%     |
| бретрени      | 22             | 0,6%     |
| старообрядці  | 6              | 0,2%     |
| адвентисти    | 2              | 0,1%     |
| атеїсти       | 1              | < 0,1%   |